# Global Footprint Network
Das Global Footprint Network (GFN) ist eine Non-Profit-Organisation im Umweltbereich. Es ist als internationale Denkfabrik tätig und arbeitet mit dem ökologischen Fußabdruck, einem Buchhaltungssystem für natürliche Ressourcen, um fundierte politische Entscheidungen voranzutreiben. GFN arbeitet mit regionalen und nationalen Regierungen, Investoren und Meinungsführern zusammen, um zu bewirken, dass alle Menschen innerhalb der verfügbaren Ressourcen der Erde gut leben können.
GFN hat seinen Hauptsitz in den USA (Oakland, Kalifornien), ein Büro in Brüssel (wo die EU ihren Sitz hat) und eines in Genf (wo viele internationale Organisationen ihren Sitz haben).
GFN berechnet und publiziert jedes Jahr den Tag, an dem rechnerisch die Jahresressourcen der Welt aufgebraucht sind. Diesen Tag hat sie Earth Overshoot Day genannt.
GFN wurde 2003 von Mathis Wackernagel und Susan Burns gegründet.

## Arbeit
Der ökologische Fußabdruck ist ein Kennzahlensystem, das quantifiziert, wie viele Ressourcen der Menschheit zur Verfügung stehen, und wie viele sie verbraucht. „Kontoauszüge der Natur“ geben Informationen dazu, welche Bevölkerungsgruppen (z. B. alle Bewohner Deutschlands) für welche Aktivitäten wie viele Ressourcen verbrauchen. GFN hat durch die Methode des Ecological Footprint einen weltweiten Standard zur Messung globaler Ressourcen gesetzt.
GFN hat über hundert Partnerorganisationen, so zum Beispiel WWF, die Bank Sarasin und die britische Expertenkommission New Economics Foundation. Global Footprint Network arbeitet auch mit Einzelpersonen, Organisationen, Städten, Ländern, Industrieunternehmen und Nichtregierungsorganisationen zusammen.

## Ziel
Das Ziel von GFN ist die Schaffung einer nachhaltigen Welt, in der allen Menschen ein würdiges Leben innerhalb der natürlichen Kapazität unserer Erde ermöglicht werden kann. Mit dem Ecological Footprint führt GFN Buchhaltung über den menschlichen Verbrauch von natürlichen Ressourcen und den tatsächlichen Bestand. Durch diese Fakten möchte GFN einen weltweiten Dialog über die Förderung einer nachhaltigen Entwicklung eröffnen. GFN möchte, dass die Menschen dem Naturreichtum ebenso viel Beachtung schenken wie beispielsweise dem Verlauf der Aktienkurse. Denn nur durch Berücksichtigung und Miteinbezug der natürlichen Kapazität kann eine langfristige ökonomische Entwicklung gesichert werden. GFN spricht auch Architekten, Städteplaner, Politiker und Ökonomen an. GFN stellt den Ecological Footprint als wissenschaftlich basierte Messmethode zur Verfügung, um einen gesellschaftlichen Wandel herbeizuführen.
In den Jahren 2012 und 2013 wurde Global Footprint Network vom Global Journal zu einer der 100 weltweit besten NGOs erkoren.

## Veröffentlichungen (Auswahl)
- Mathis Wackernagel; Bert Beyers: Der Ecological Footprint. Die Welt neu vermessen.
  - Europäische Verlagsanstalt, Hamburg 2010, ISBN 978-3-931705-32-9
  - CEP Europäische Verlagsanstalt; Neuausgabe 2016 mit aktuellen Zahlen, ISBN 978-3-86393-074-5
- WWF (2012): Living Planet Report 2014 (online (PDF, 52 S., 5 MB))[6]
- Bert Beyers, Barbara Kus, Thora Amend, Andrea Fleischhauer: Großer Fuß auf kleiner Erde?. Bilanzieren mit dem Ecological Footprint. Band 10 der Serie „Nachhaltigkeit hat viele Gesichter“. Zweite, leicht veränderte Auflage 2010.
- Fallstudien für nationale, regionale und lokale Regierungen[7]